# 朗読劇団桃色旋風
朗読劇団桃色旋風（ろうどくげきだん ももいろせんぷう）は、2016年10月に小牧リサと萩原佐代子を演者として招き、平山陽が立ち上げ、2020年2月公演で解散した朗読劇団である。制作は有限会社I&Iファクトリー（代表：平山陽）。特撮ヒーローやヒロインを演じた俳優、女優たちが多く参加しているのが特徴であった。2016年10月から毎月一回のレギュラー公演を開催していたが2020年2月に主宰である平山陽はなんの理由説明もなく突然劇団を解散させた。その後Facebookなどのサイトにて劇団名を桃色旋風Rと改称、体制を刷新すると掲載されていたものの、結果的には小牧リサ以外のレギュラーメンバーが全員離脱しただけの空中分解状態で2020年2月以降公演は行われていない。半年分・一年分のチケット前売り販売が行われたが実質解散したにもかかわらず団体からは積極的な払い戻しなどの告知がなく、問題となっている。

## 制作
有限会社I&Iファクトリー

## 脚本  演出  主宰
平山陽

## 劇団員
2016年10月Vol.01～創立メンバー

座長：小牧リサ・副座長：萩原佐代子

2017年02月Vol.04～レギュラー

最高顧問：太田淑子

座長：小牧リサ・副座長：萩原佐代子

好井ひとみ・林健樹・卯木浩二・田中由美子

2017年12月Vol.14～レギュラー

最高顧問：太田淑子

座長：小牧リサ・副座長：萩原佐代子

好井ひとみ・林健樹・卯木浩二・田中由美子・岩井杏加

2018年01月Vol.15～レギュラー

最高顧問：太田淑子

座長：小牧リサ・副座長：萩原佐代子

好井ひとみ・高野浩幸・林健樹・卯木浩二・田中由美子・岩井杏加

2018年03月Vol.17～レギュラー

最高顧問：太田淑子

座長：小牧リサ・副座長：萩原佐代子

好井ひとみ・高野浩幸・林健樹・卯木浩二・田中由美子・岩井杏加・マツダヒロエ・古尾谷雅人（二代目）

2018年05月Vol.19～レギュラー

最高顧問：太田淑子

座長：小牧リサ・副座長：萩原佐代子

田中由美子・高野浩幸・林健樹・卯木浩二・岩井杏加・マツダヒロエ・古尾谷雅人

2020年02月vol.40で劇団解散、以後Rを付けて活動を継続していると宣言しているものの2020年8月現在目途は立っていない。
2020年03月Vol.41～レギュラー

最高顧問：太田淑子

座長：小牧リサ

植村喜八郎